# 草津列車区
草津列車区（くさつれっしゃく）は、滋賀県草津市渋川に所在する西日本旅客鉄道（JR西日本）近畿統括本部京滋支社の運転士・車掌が所属する組織である。

## 沿革
- 2017年3月4日に発足。

## 乗務範囲
- JR京都線・琵琶湖線:大阪〜米原間
- 草津線:全線
- 北陸本線:長浜〜米原間